# Gaugeac
Pour les articles ayant des titres homophones, voir Gaujac et Gaujacq.
Gaugeac est une commune française située dans le département de la Dordogne, en région Nouvelle-Aquitaine.

## Géographie

### Généralités
Dans le quart sud-est du département de la Dordogne et limitrophe du département de Lot-et-Garonne, la commune de Gaugeac est située dans l'extrême sud-est du Bergeracois, entre les vallées du Lot et de la Dordogne. Elle est arrosée par le Dropt.
La commune n'a pas de bourg, le lieu-dit « le Bourg » étant limité à l'église et à quelques bâtiments. Entre les lieux-dits la Bonnetie, Mongiscal et le Moulin de David, la mairie est située, en distances orthodromiques, deux kilomètres et demi au sud-sud-ouest de la bastide de Monpazier, et onze kilomètres à l'est-nord-est de Villeréal.
Le territoire communal est desservi par la route départementale 2 qui longe le Dropt.
En provenance au nord des communes de Monpazier et Marsalès, le sentier de grande randonnée GR 36 traverse le territoire communal en direction du sud sur près de sept kilomètres, et continue vers les communes de Biron et Vergt-de-Biron.

### Communes limitrophes
Gaugeac est limitrophe de huit autres communes dont une, Parranquet à l'ouest, dans le département de Lot-et-Garonne, par un quadripoint. Au nord, le territoire communal est distant d'une cinquantaine de mètres de celui de Lavalade.
| Saint-Cassien               | Marsalès | Monpazier |
| Parranquet (Lot-et-Garonne) | Gaugeac  | Capdrot   |
| Vergt-de-Biron              | Biron    | Soulaures |

### Géologie et relief

#### Géologie
Situé sur la plaque nord du Bassin aquitain et bordé à son extrémité nord-est par une frange du Massif central, le département de la Dordogne présente une grande diversité géologique. Les terrains sont disposés en profondeur en strates régulières, témoins d'une sédimentation sur cette ancienne plate-forme marine. Le département peut ainsi être découpé sur le plan géologique en quatre gradins différenciés selon leur âge géologique. Gaugeac est située dans le quatrième gradin à partir du nord-est, un plateau formé de dépôts siliceux-gréseux et de calcaires lacustres de l'ère tertiaire.
Les couches affleurantes sur le territoire communal sont constituées de formations superficielles du Quaternaire et de roches sédimentaires datant pour certaines du Cénozoïque, et pour d'autres du Mésozoïque. La formation la plus ancienne, notée c4b-c, date du Santonien moyen à supérieur, composée de calcaire crayo-glauconieux avec niveaux à huîtres (P. vesicularis), devenant au sommet plus grossier à silex et rudistes (formation de Saint-Félix-de-Reillac), faciès pouvant évoluer vers des sables fins et grès carbonatés à rudistes. La formation la plus récente, notée CFvs, fait partie des formations superficielles de type colluvions carbonatées de vallons secs : sable limoneux à débris calcaires et argile sableuse à débris. Le descriptif de ces couches est détaillé dans  la feuille « no 831 - Belvès » de la carte géologique au 1/50 000 de la France métropolitaine, et sa notice associée.

Carte géologique de Gaugeac.

#### Relief et paysages
Le département de la Dordogne se présente comme un vaste plateau incliné du nord-est (491 m, à la forêt de Vieillecour dans le Nontronnais, à Saint-Pierre-de-Frugie) au sud-ouest (2 m à Lamothe-Montravel). L'altitude du territoire communal varie quant à elle entre 120 m dans le sud-est, là ou le Dropt quitte la commune et entre sur celle de Vergt-de-Biron, et 231 m dans le nord-est, à l'ouest-sud-ouest du lieu-dit Bonneville,.
Dans le cadre de la Convention européenne du paysage entrée en vigueur en France le 1er juillet 2006, renforcée par la loi du 8 août 2016 pour la reconquête de la biodiversité, de la nature et des paysages, un atlas des paysages de la Dordogne a été élaboré sous maîtrise d’ouvrage de l’État et publié en octobre 2020. Les paysages du département s'organisent en huit unités paysagères et 14 sous-unités. La commune est dans le Bergeracois, une région naturelle présentant un relief contrasté, avec les deux grandes vallées de la Dordogne et du Dropt séparées par un plateau plus ou moins vallonné, dont la pente générale s’incline doucement d’est en ouest. Ce territoire offre des paysages ouverts qui tranchent avec les paysages périgourdins. Il est composé de vignes, vergers et cultures,.
La superficie cadastrale de la commune publiée par l'Insee, qui sert de référence dans toutes les statistiques, est de 10,17 km2,,. La superficie géographique, issue de la BD Topo, composante du Référentiel à grande échelle produit par l'IGN, est quant à elle de 10,26 km2.

### Hydrographie

#### Réseau hydrographique
La commune est située dans le bassin de la Garonne au sein du Bassin Adour-Garonne. Elle est drainée par le Dropt et le Soulauret, qui constituent un réseau hydrographique de 10 km de longueur totale,.
Le Dropt, d'une longueur totale de 132,47 km, prend sa source dans la commune de Capdrot et se jette en rive droite de la Garonne en limite de Caudrot et de Casseuil, face à Barie,. Il traverse la commune du nord-est à l'ouest sur trois kilomètres et demi dont un kilomètre en limite de Vergt-de-Biron.
Son affluent de rive gauche le Soulauret arrose le sud du territoire communal sur plus de deux kilomètres.

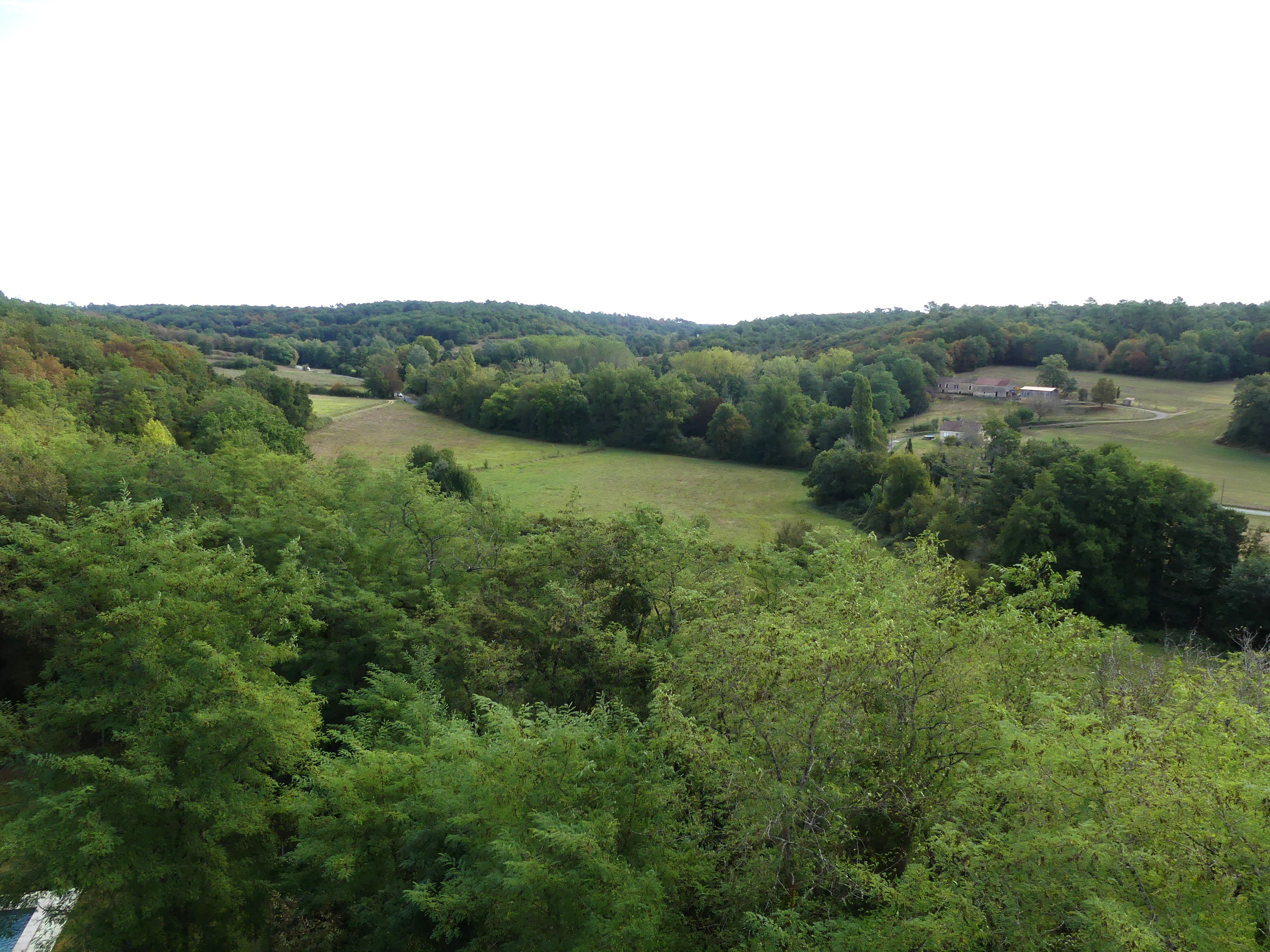
La vallée du Dropt vue depuis le château de Saint-Germain.
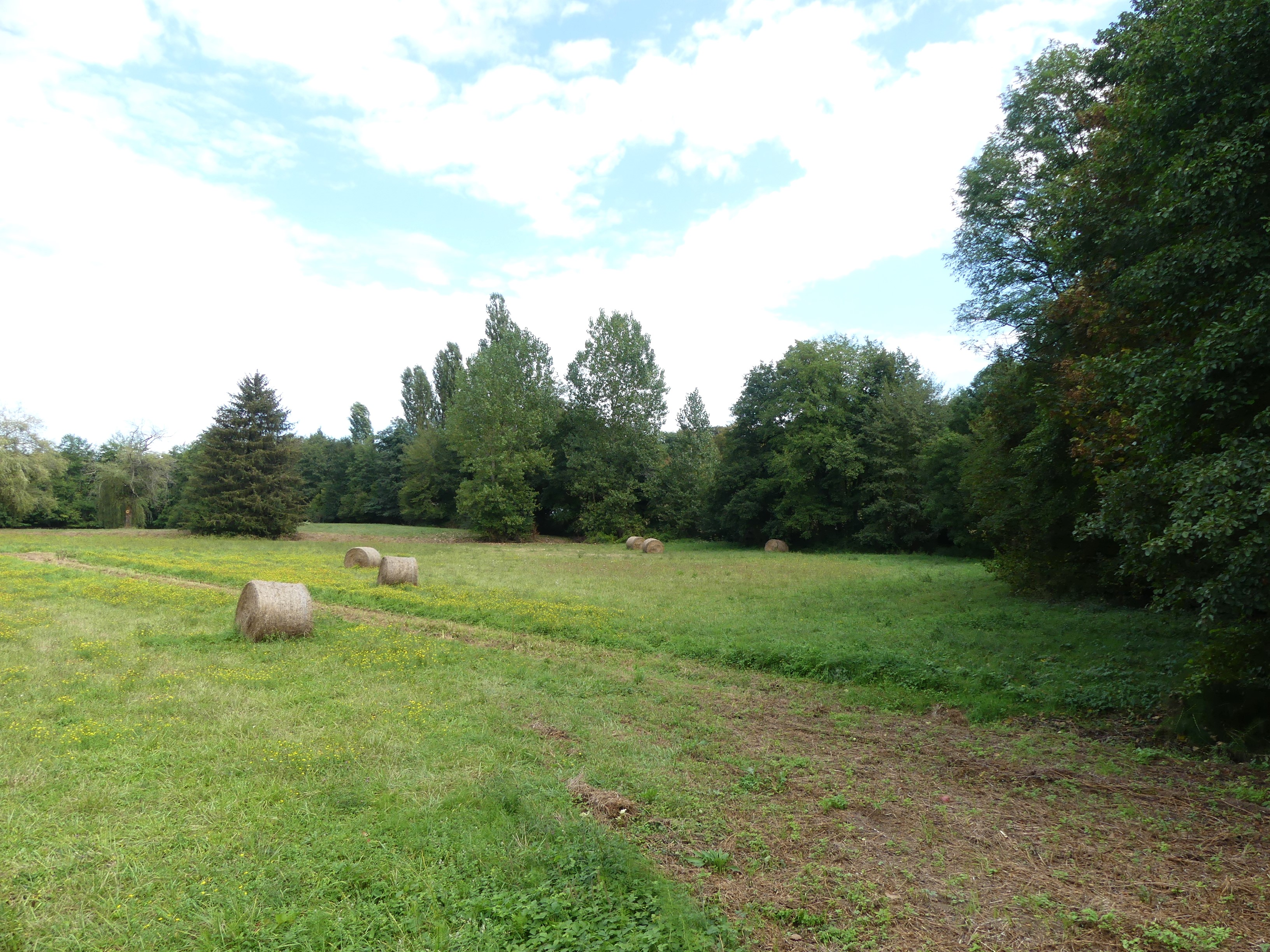
La vallée du Dropt au sud-ouest du lieu-dit le Moulin de Serre.
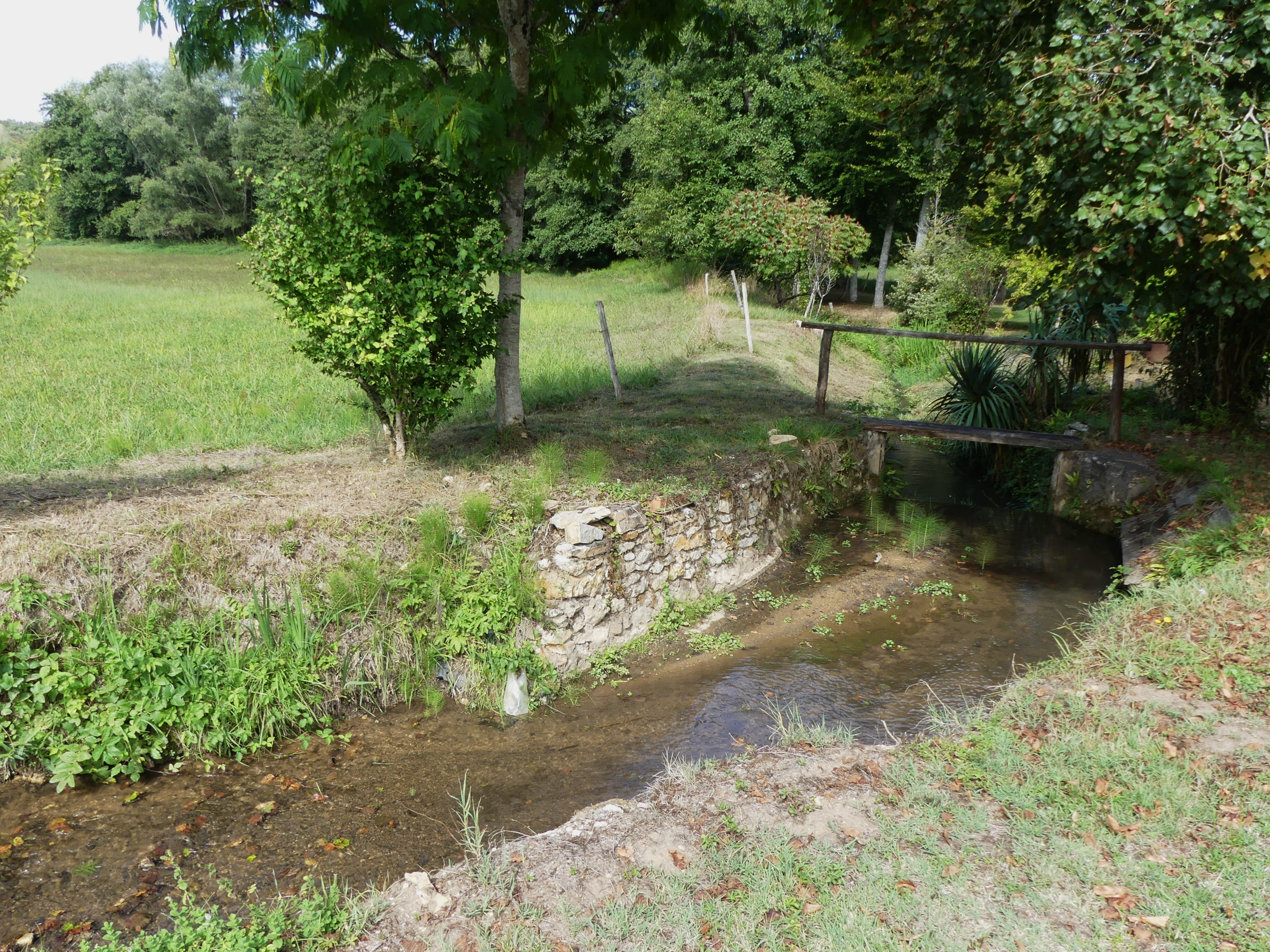
Le Soulauret au lieu-dit le Moulin de la Rousselle.
Réseaux hydrographique et routier de Gaugeac.

#### Gestion et qualité des eaux
Le territoire communal est couvert par le schéma d'aménagement et de gestion des eaux (SAGE) « Dropt ». Ce document de planification, dont le territoire correspond au bassin versant du Dropt, d'une superficie de 1 522 km2, a été approuvé le 13 janvier 2022. La structure porteuse de l'élaboration et de la mise en œuvre est le syndicat mixte EPIDROPT. Il définit sur son territoire les objectifs généraux d’utilisation, de mise en valeur et de protection quantitative et qualitative des ressources en eau superficielle et souterraine, en respect des objectifs de qualité définis dans le troisième SDAGE  du Bassin Adour-Garonne qui couvre la période 2022-2027, approuvé le 10 mars 2022.
La qualité des eaux de baignade et des cours d’eau peut être consultée sur un site dédié géré par les agences de l’eau et l’Agence française pour la biodiversité.

### Climat
Pour des articles plus généraux, voir Climat de la Nouvelle-Aquitaine et Climat de la Dordogne.
Historiquement, la commune est exposée à un climat océanique aquitain.  
En 2020, Météo-France publie une typologie des climats de la France métropolitaine dans laquelle la commune est exposée à un climat océanique altéré et est dans la région climatique  Aquitaine, Gascogne, caractérisée par une pluviométrie abondante au printemps, modérée en automne, un faible ensoleillement au printemps, un été chaud (19,5 °C), des vents faibles, des brouillards fréquents en automne et en hiver et des orages fréquents en été (15 à 20 jours).
Pour la période 1971-2000, la température annuelle moyenne est de 12,5 °C, avec  une amplitude thermique annuelle de 15,5 °C. Le cumul annuel moyen de précipitations est de 896 mm, avec 12 jours de précipitations en janvier et 6,9 jours en juillet. Pour la période 1991-2020, la température moyenne annuelle observée sur la station météorologique la plus proche, située sur la commune de Lacapelle-Biron à 6,73 km à vol d'oiseau, est de 13,6 °C et le cumul annuel moyen de précipitations est de 833,3 mm,. Pour l'avenir, les paramètres climatiques de la commune estimés pour 2050 selon différents scénarios d’émission de gaz à effet de serre sont consultables sur un site dédié publié par Météo-France en novembre 2022.

### Milieux naturels et biodiversité

#### Espaces protégés
La protection réglementaire est le mode d’intervention le plus fort pour préserver des espaces naturels remarquables et leur biodiversité associée.
D'après l'Inventaire national du patrimoine naturel (INPN), une seule aire protégée concerne le territoire communal.
Il s'agit d'une zone naturelle d'intérêt écologique, faunistique et floristique (ZNIEFF) de type 2, la « vallée du Dropt », qui correspond aux prairies humides ou inondables sur la presque totalité de son cours dans les départements de la Dordogne et de Lot-et-Garonne et les vallées de certains de ses affluents, d'amont en aval : le ruisseau de Moulinio, le Brayssou et son affluent le ruisseau de Pont Traucat et ses sous-affluents (le Catory et le ruisseau de Fonsalade), la Bournègue et ses affluents (le Pontet, le Noël et le Pontillou), la Douyne, la Banège et son affluent le Courbarieux, le ruisseau de Lacalège et l'Escourou, jusqu'à sa confluence avec ce dernier cours d'eau, sur trente-trois communes, depuis Capdrot à l'est jusqu'à Eymet, Agnac et La Sauvetat-du-Dropt,.
L'intérêt majeur de cette ZNIEFF réside dans la présence de quatre espèces déterminantes de plantes phanérogames, la Fritillaire pintade (Fritillaria meleagris), la Jacinthe romaine (Bellevalia romana), l'Orchis à fleurs lâches, (Anacamptis laxiflora) et l'Orchis incarnat (Dactylorhiza incarnata subsp. incarnata).

## Urbanisme

### Typologie
Au 1er janvier 2024, Gaugeac est catégorisée commune rurale à habitat très dispersé, selon la nouvelle grille communale de densité à 7 niveaux définie par l'Insee en 2022.
Elle est située hors unité urbaine et hors attraction des villes,.

### Occupation des sols
L'occupation des sols de la commune, telle qu'elle ressort de la base de données européenne d’occupation biophysique des sols Corine Land Cover (CLC), est marquée par l'importance des territoires agricoles (54,5 % en 2018), en diminution par rapport à 1990 (55,5 %). La répartition détaillée en 2018 est la suivante : 
forêts (45,5 %), prairies (31,9 %), zones agricoles hétérogènes (22,6 %). L'évolution de l’occupation des sols de la commune et de ses infrastructures peut être observée sur les différentes représentations cartographiques du territoire : la carte de Cassini (XVIIIe siècle), la carte d'état-major (1820-1866) et les cartes ou photos aériennes de l'IGN pour la période actuelle (1950 à aujourd'hui).

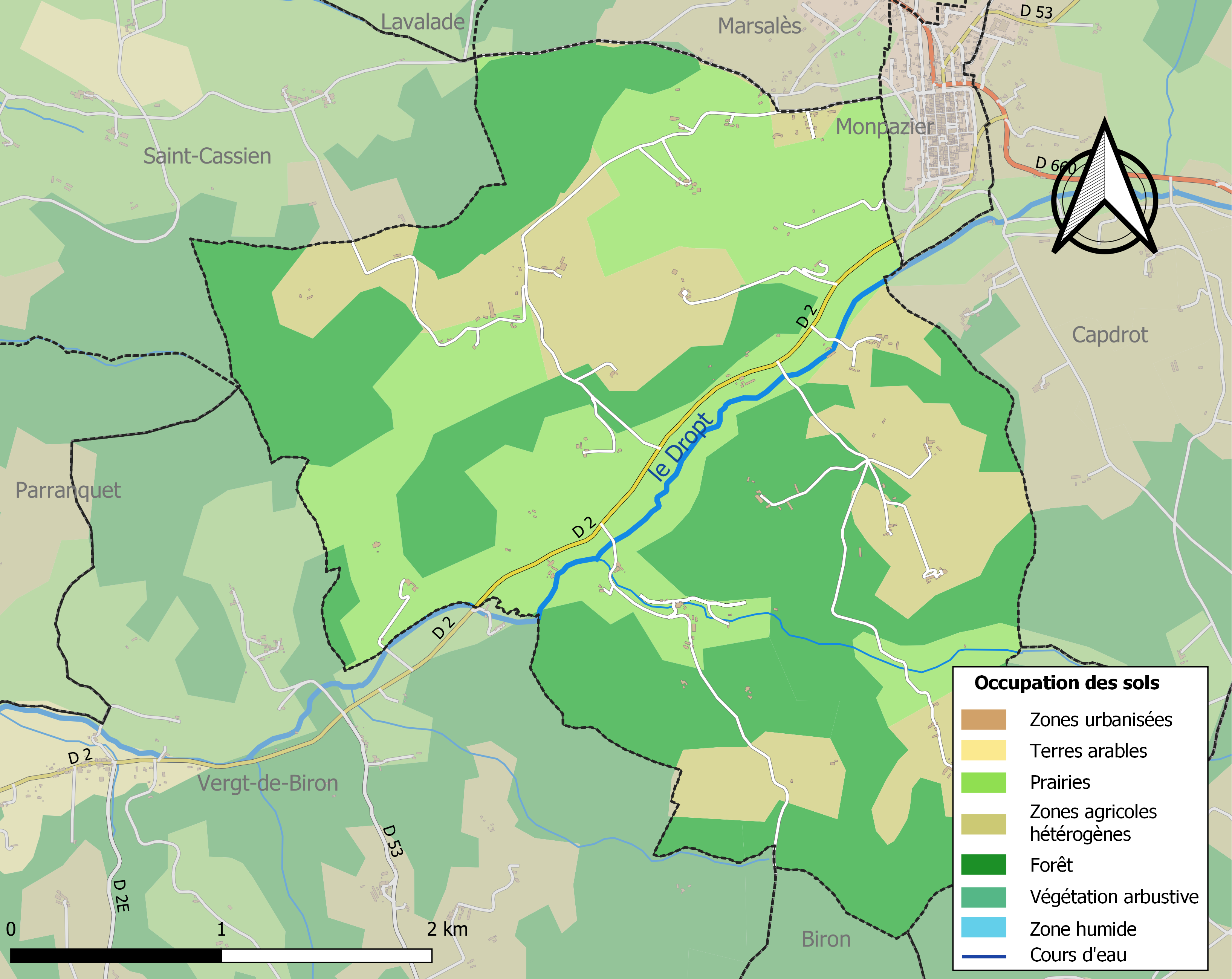
Carte des infrastructures et de l'occupation des sols de la commune en 2018 (CLC).

### Villages, hameaux et lieux-dits
Il n'existe aucun bourg à Gaugeac, le lieu-dit le Bourg se limitant à l'église et quelques rares bâtiments ; le territoire communal se compose de  hameaux, ainsi que de lieux-dits :
- Beauséjour
- le Bois de la Combe
- la Bonnetie
- Bonneville
- le Bourg
- Casse de las Bolos
- Château Saint-Germain
- les Eyrials
- les Fargues
- les Faures
- les Français
- Fontaine de Bézenou
- Fontaine de Soubirou
- Grammensac
- Grand Cazal
- Laborde
- Larthe
- Maran
- Mongiscal
- le Moulin du Bos
- le Moulin de David
- Moulin de Larthe
- le Moulin de la Rousselle
- le Moulin de Roussie
- le Moulin de Serre
- Neguebio
- Pech de Conque
- Péchalves
- les Potences
- la Rivière
- la Rouquette
- la Rousselle
- Ségala
- Ségalassou
- Sivadou
- Tendou
- Tendounet
- la Tousière
- la Vignasse.

### Prévention des risques
Le territoire de la commune de Gaugeac est vulnérable à différents aléas naturels : météorologiques (tempête, orage, neige, grand froid, canicule ou sécheresse), inondations, feux de forêts, mouvements de terrains et séisme (sismicité très faible). Un site publié par le BRGM permet d'évaluer simplement et rapidement les risques d'un bien localisé soit par son adresse soit par le numéro de sa parcelle.
Certaines parties du territoire communal sont susceptibles d’être affectées par le risque d’inondation par débordement de cours d'eau, notamment le Dropt. La commune a été reconnue en état de catastrophe naturelle au titre des dommages causés par les inondations et coulées de boue survenues en 1982, 1996, 1997, 1999, 2003 et 2008,.
Gaugeac est exposée au risque de feu de forêt. L’arrêté préfectoral du 14 mars 2013 fixe les conditions de pratique des incinérations et de brûlage dans un objectif de réduire le risque de départs d’incendie. À ce titre, des périodes sont déterminées : interdiction totale du 15 février au 15 mai et du 15 juin au 15 octobre, utilisation réglementée du 16 mai au 14 juin et du 16 octobre au 14 février. En septembre 2020, un plan inter-départemental de protection des forêts contre les incendies (PidPFCI) a été adopté pour la période 2019-2029,.

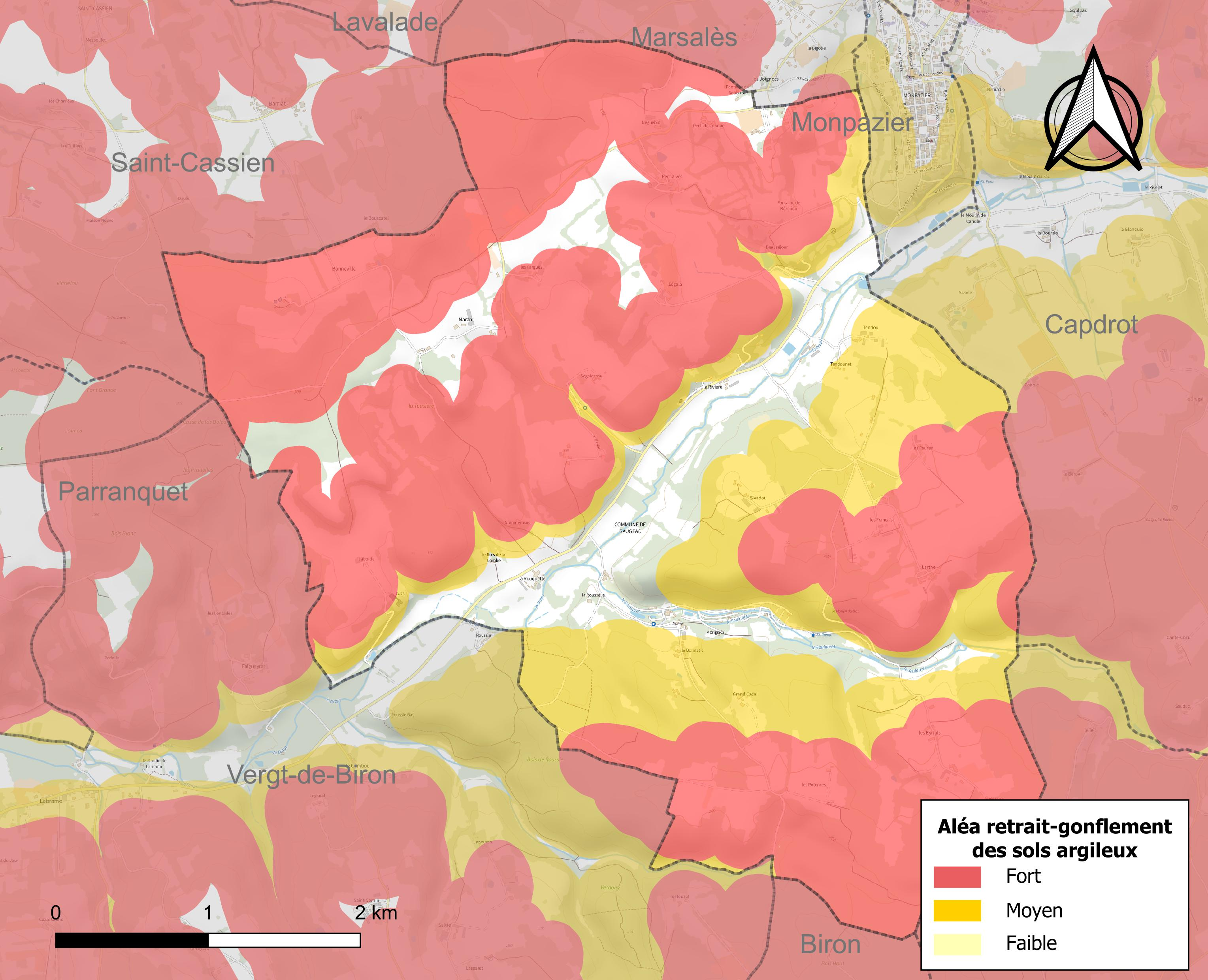
Carte des zones d'aléa retrait-gonflement des sols argileux de Gaugeac.

Les mouvements de terrains susceptibles de se produire sur la commune sont des tassements différentiels. Le retrait-gonflement des sols argileux est susceptible d'engendrer des dommages importants aux bâtiments en cas d’alternance de périodes de sécheresse et de pluie. 83,6 % de la superficie communale est en aléa moyen ou fort (58,6 % au niveau départemental et 48,5 % au niveau national métropolitain). Depuis le 1er octobre 2020, en application de la loi ÉLAN, différentes contraintes s'imposent aux vendeurs, maîtres d'ouvrages ou constructeurs de biens situés dans une zone classée en aléa moyen ou fort,.
La commune a été reconnue en état de catastrophe naturelle au titre des dommages causés par la sécheresse en 2005 et par des mouvements de terrain en 1999.

## Toponymie
La plus ancienne mention connue du lieu concerne son église nommée Sanctus Petrus de Gauiac en 1153 dans une bulle d'Eugène III.
La graphie Gaujac apparaît vers 1500 dans la « liste des châtellenies et paroisses », puis Gaugeac à partir du XVIIIe siècle dans les registres paroissiaux, les deux alternant ensuite jusqu'à l'appellation actuelle.
Le nom de Gaugeac provient du nom d'un personnage gallo-roman Gaudius suivi du suffixe -acum indiquant la propriété. Le lieu signifie donc « domaine de Gaudius ».
En occitan, la commune porte le nom de Gaujac,.

## Histoire
Le territoire de la commune a été occupé par les hommes préhistoriques, depuis la période acheuléenne jusqu'à l'âge du fer, comme le prouvent les silex taillés qui y ont été récoltés. Au château de Bonneville a été découvert un four de potier gallo-romain.
Un crâne humain et des os d'animaux datant du Paléolithique supérieur ont été trouvés en 1990 dans un souterrain qui débouchait au niveau du lavoir communal.
Gaugeac est mentionné au milieu du XIIe siècle pour son église qui dépendait alors de l'abbaye de Sarlat. Surplombant la vallée du Dropt, le château de Saint-Germain, ou château Saint-Germain, a été bâti au XVe siècle sur les ruines d'un ancien repaire noble qui servait de sentinelle pour le château de Biron situé trois kilomètres plus au sud. Son seigneur, vassal du seigneur de Biron, a été tué en 1310 lors d'un « jugement de Dieu » en la bastide de Molières. En 1318, la paroisse de Gaugeac est attribuée à la collégiale de Capdrot. Au Moyen Âge, les condamnés à mort par la justice de la bastide de Monpazier sont pendus dans le sud de l'actuel territoire communal, au lieu-dit les Potences.
Lors des guerres de Religion, en 1574, le château de Saint-Germain et la paroisse de Gaugeac sont pris par les protestants, puis repris par les garnisons locales aidées d'une troupe royale.
Ancienne paroisse du diocèse de Sarlat, la commune de Gaugeac (appelée d'abord Gauzac puis Gaujac) a été créée dans les premières années de la Révolution française.
Le hameau des Fargues où étaient installées des forges est détruit en 1820 par un violent incendie, et rébâti vers 1830.

## Politique et administration

### Rattachements administratifs et électoraux
Dès 1790, la commune de Gaugeac est rattachée au canton de Monpazier qui dépend du district de Belvès jusqu'en 1795, date de suppression des districts. En 1801, le canton est rattaché à l'arrondissement de Bergerac.
Dans le cadre de la réforme de 2014 définie par le décret du 21 février 2014, ce canton disparaît aux élections départementales de mars 2015. La commune est alors rattachée électoralement au canton de Lalinde pour l'élection des conseillers départementaux à partir de 2015.
Pour les élections législatives, la commune fait partie de la deuxième circonscription de la Dordogne.

### Intercommunalité
Initialement, Gaugeac intègre la communauté de communes du Monpaziérois. Celle-ci est dissoute au 31 décembre 2012 et remplacée au 1er janvier 2013 par la communauté de communes des Bastides Dordogne-Périgord.

### Administration municipale
La population de la commune étant comprise entre 100 et 499 habitants au recensement de 2017, onze conseillers municipaux ont été élus en 2020,.

### Liste des maires
| Période                                  | Période  | Identité       | Étiquette | Qualité     |
| ---------------------------------------- | -------- | -------------- | --------- | ----------- |
| Les données manquantes sont à compléter. |          |                |           |             |
|                                          |          |                |           |             |
| mars 1989 (réélu en mai 2020)            | En cours | Robert Rougier | PS        | Agriculteur |

## Équipements et services publics

### Enseignement
L'école primaire se situait près du lieu-dit la Bonnetie ; depuis 1975, les élèves vont en classe à Monpazier.

### Santé
Plusieurs professionnels de santé sont installés dans la commune voisine de Monpazier : un médecin généraliste, un cabinet infirmier, un masseur-kinésithérapeute, un orthoptiste, un ostéopathe, une pharmacie et un podologue, ainsi qu'une clinique vétérinaire.
Les établissements d'hébergement pour personnes âgées dépendantes (EHPAD) les plus proches de la commune sont situés à Lolme et à Capdrot.

### Justice
Dans le domaine judiciaire, Gaugeac relève : 
- du tribunal judiciaire, du tribunal pour enfants, du conseil de prud'hommes et du tribunal de commerce de Bergerac ;
- du pôle Nationalité du tribunal judiciaire de Périgueux (compétent uniquement dans le domaine de la nationalité) ;
- de la cour d'appel, du tribunal administratif et de la  cour administrative d'appel de Bordeaux.

### Sécurité
Pour la sécurité, la commune dépend de la brigade de gendarmerie de Beaumontois en Périgord.

## Population et société

### Démographie
Les habitants de Gaugeac se nomment les Gaujacois.
L'évolution du nombre d'habitants est connue à travers les recensements de la population effectués dans la commune depuis 1793. Pour les communes de moins de 10 000 habitants, une enquête de recensement portant sur toute la population est réalisée tous les cinq ans, les populations de référence des années intermédiaires étant quant à elles estimées par interpolation ou extrapolation. Pour la commune, le premier recensement exhaustif entrant dans le cadre du nouveau dispositif a été réalisé en 2008.

En 2022, la commune comptait 107 habitants, en évolution de −6,96 % par rapport à 2016 (Dordogne : +0,37 %, France hors Mayotte : +2,11 %).
| 1793 | 1800 | 1806 | 1821 | 1831 | 1836 | 1841 | 1846 | 1851 |
| ---- | ---- | ---- | ---- | ---- | ---- | ---- | ---- | ---- |
| 354  | 319  | 324  | 346  | 355  | 322  | 353  | 378  | 417  |

| 1856 | 1861 | 1866 | 1872 | 1876 | 1881 | 1886 | 1891 | 1896 |
| ---- | ---- | ---- | ---- | ---- | ---- | ---- | ---- | ---- |
| 376  | 324  | 329  | 312  | 314  | 284  | 287  | 272  | 249  |

| 1901 | 1906 | 1911 | 1921 | 1926 | 1931 | 1936 | 1946 | 1954 |
| ---- | ---- | ---- | ---- | ---- | ---- | ---- | ---- | ---- |
| 280  | 241  | 219  | 175  | 187  | 196  | 191  | 166  | 146  |

| 1962 | 1968 | 1975 | 1982 | 1990 | 1999 | 2006 | 2008 | 2013 |
| ---- | ---- | ---- | ---- | ---- | ---- | ---- | ---- | ---- |
| 131  | 125  | 122  | 121  | 123  | 118  | 115  | 114  | 118  |

| 2018 | 2022 | - | - | - | - | - | - | - |
| ---- | ---- | - | - | - | - | - | - | - |
| 109  | 107  | - | - | - | - | - | - | - |

### Manifestations culturelles et festivités
Fête votive le deuxième dimanche d'août, bien que Saint-Pierre-ès-Liens soit normalement fêté le 1er août, afin de ne pas se confronter aux courses hippiques de Monpazier sur l'hippodrome de Marsalès.

## Économie

### Emploi
En 2021, parmi la population communale comprise entre 15 et 64 ans, les actifs représentent quarante-deux personnes, soit 39,3 % de la population municipale. Le nombre de chômeurs (sept) a augmenté par rapport à 2015 (cinq) et le taux de chômage de cette population active s'établit à 16,3 %.

### Activités hors agriculture
Neuf établissements sont implantés à Gaugeac au 31 décembre 2021. Le tableau ci-dessous en détaille le nombre par secteur d'activité et compare les ratios avec ceux du département,,.
| Secteur d'activité                                                                                        | Commune | Commune | Département |
| Secteur d'activité                                                                                        | Nombre  | %       | %           |
| --- | ------- | ------- | ----------- |
| Ensemble                                                                                                  | 9       |         |             |
| Industrie manufacturière, industries extractives et autres                                                | 0       | 0,0 %   | (8,4 %)     |
| Construction                                                                                              | 2       | 22,2 %  | (13,4 %)    |
| Commerce de gros et de détail, transports, hébergement et restauration                                    | 2       | 22,2 %  | (28,2 %)    |
| Information et communication                                                                              | 0       | 0,0 %   | (1,8 %)     |
| Activités financières et d'assurance                                                                      | 0       | 0,0 %   | (3,6 %)     |
| Activités immobilières                                                                                    | 1       | 11,1 %  | (6,7 %)     |
| Activités spécialisées, scientifiques et techniques et activités de services administratifs et de soutien | 3       | 33,3 %  | (15,0 %)    |
| Administration publique, enseignement, santé humaine et action sociale                                    | 0       | 0,0 %   | (12,8 %)    |
| Autres activités de services                                                                              | 1       | 11,1 %  | (10,1 %)    |

### Agriculture
La commune est dans le « Bergeracois », une petite région agricole dans le département de la Dordogne. En 2020, l'orientation technico-économique de l'agriculture  sur la commune est la polyculture et/ou le polyélevage. 
|               | 1988 | 2000 | 2010 | 2020 |
| ------------- | ---- | ---- | ---- | ---- |
| Exploitations | 16   | 17   | 16   | 11   |
| SAU (ha)      | 499  | 472  | 374  | 427  |

Le nombre d'exploitations agricoles en activité et ayant leur siège dans la commune est passé de 16 lors du recensement agricole de 1988 à 17 en 2000 puis à 16 en 2010 et enfin à 11 en 2020, soit une baisse de 31 % en 32 ans. Le même mouvement est observé à l'échelle du département qui a perdu pendant cette période 60 % de ses exploitations (passant de 15 825 à 6 328),. La surface agricole utilisée sur la commune a également diminué, passant de 499 ha en 1988 à 427 ha en 2020. Parallèlement la surface agricole utilisée moyenne par exploitation a augmenté, passant de 31 à 39 ha.

## Culture locale et patrimoine

### Lieux et monuments
- Château de Saint-Germain, ou château Saint-Germain. Ce château, fortin avancé du très puissant château de Biron, permettait de contrôler la circulation dans la vallée étroite du Dropt. Le château fête ses 900 ans en 2022, mais le corps actuel du bâtiment date principalement du XVe siècle, avec des modifications aux XVIe et XVIIIe siècles. Il est inscrit partiellement à l'inventaire des monuments historiques depuis 1984 pour ses façades, toitures et les communs : ses cheminées du premier étage sont classées à la même date[49].
- Château de Bonneville. Ce château appartenait aux Dufau à la fin du XVe siècle. En 1680, le château est acheté par Étienne de Laval aux Dufau de Fontanelle grâce à la dot de son épouse, Françoise d'Escayrac. Cette dernière étant catholique et Étienne de Laval protestant, il s'est converti au catholicisme pour pouvoir se marier en 1685[Note 11].
- Tour hexagonale du hameau de Péchalves probablement construite en 1598 d'après une inscription dans la tour. Le manoir de Péchalves[72] a appartenu à la famille Pourquery du XVe au XVIIIe siècle. Daniel Pourquery est le premier consul de Monpazier en 1594, avocat au parlement, pendant la première révolte des Croquants qui s'appelaient eux-mêmes les Tards Avisés[73].
- Église Saint Pierre-ès-Liens, mentionnée en 1153 (Sancti Petrus de Gaviac), rattachée en 1317 à la collégiale de Capdrot[74].

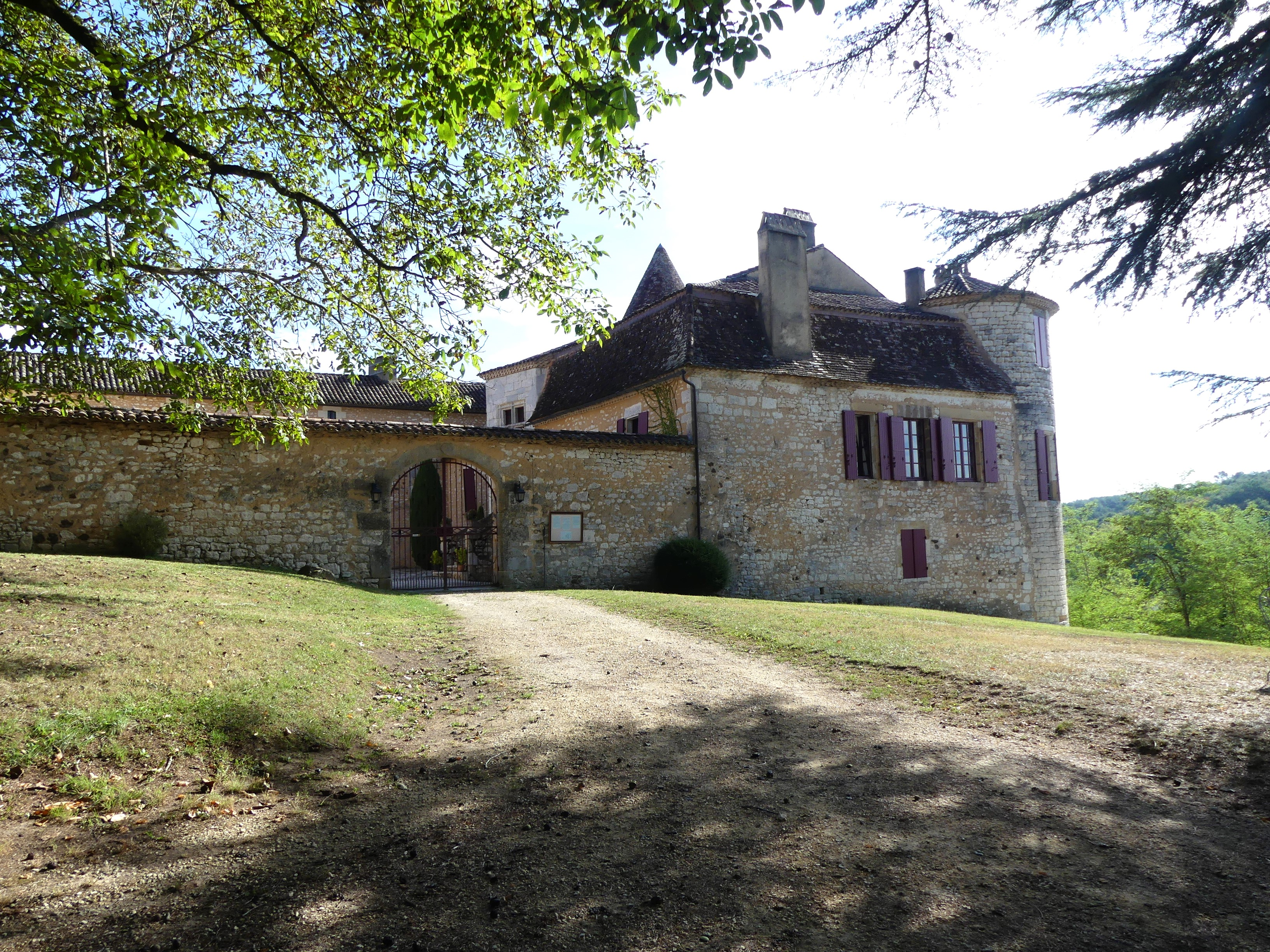
La façade sud-ouest du château de Saint-Germain.
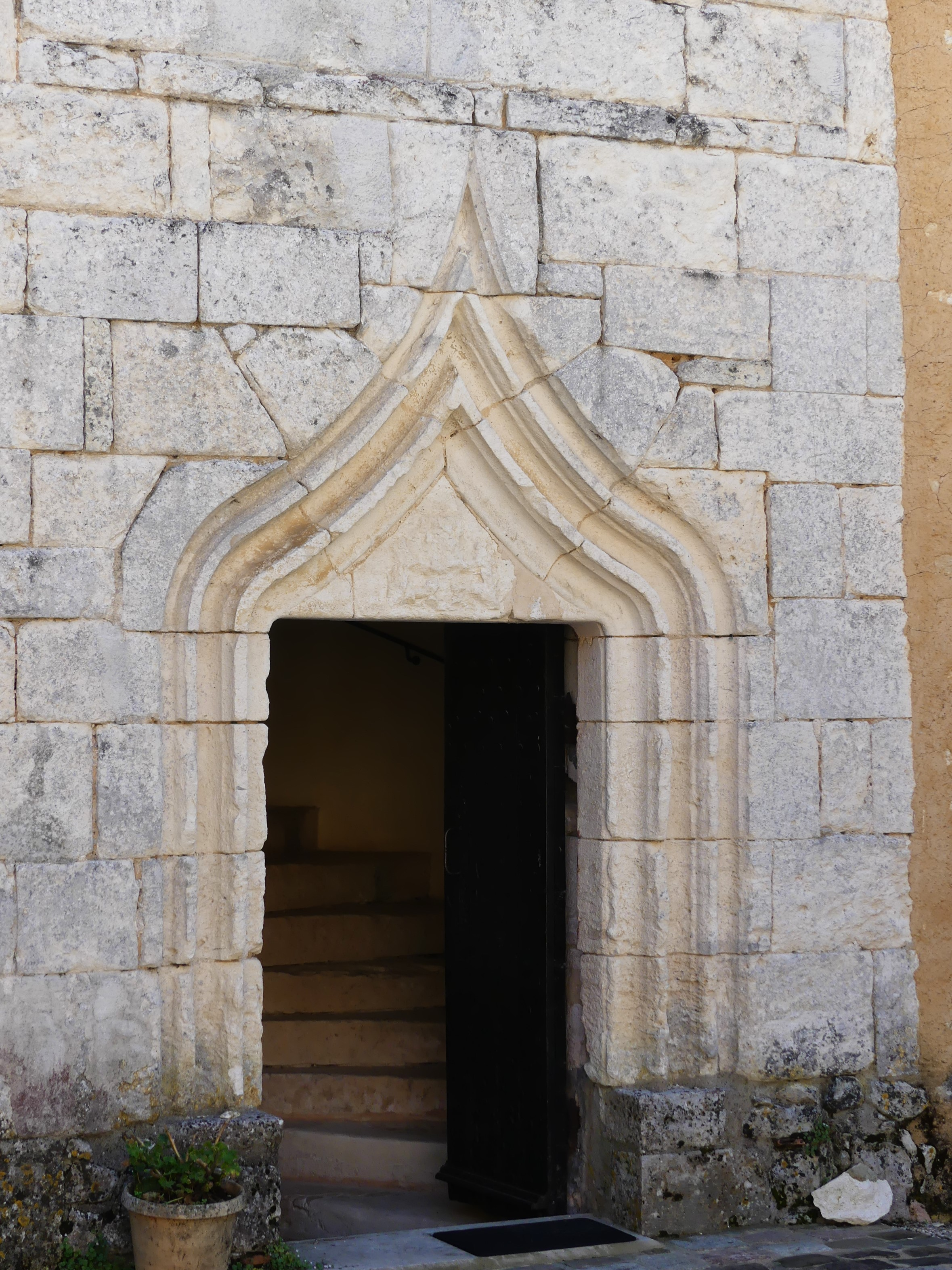
L'accès à la partie la plus ancienne du château.
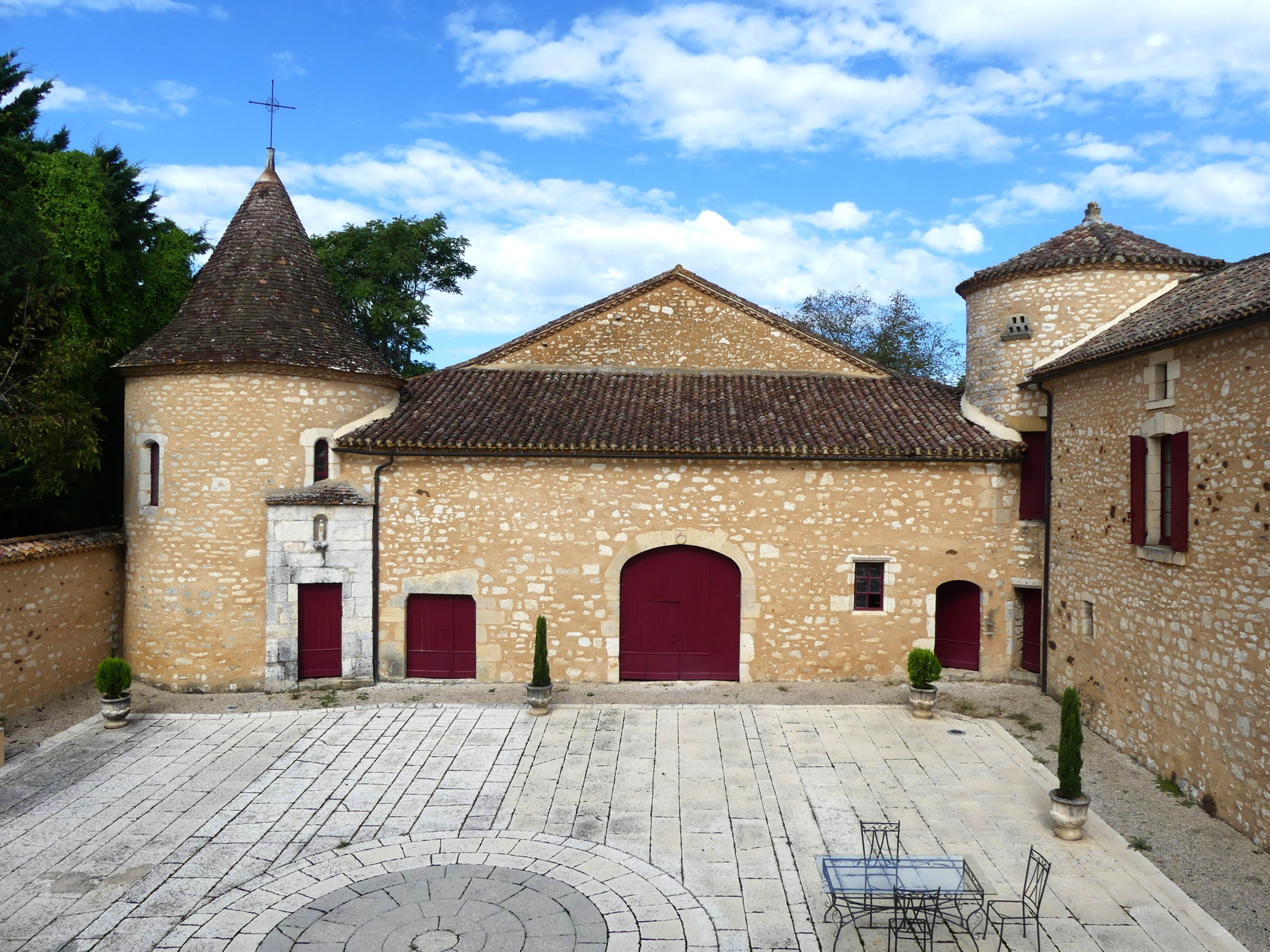
Les bâtiments au nord-ouest de la cour du château. À gauche la chapelle et à droite le pigeonnier.
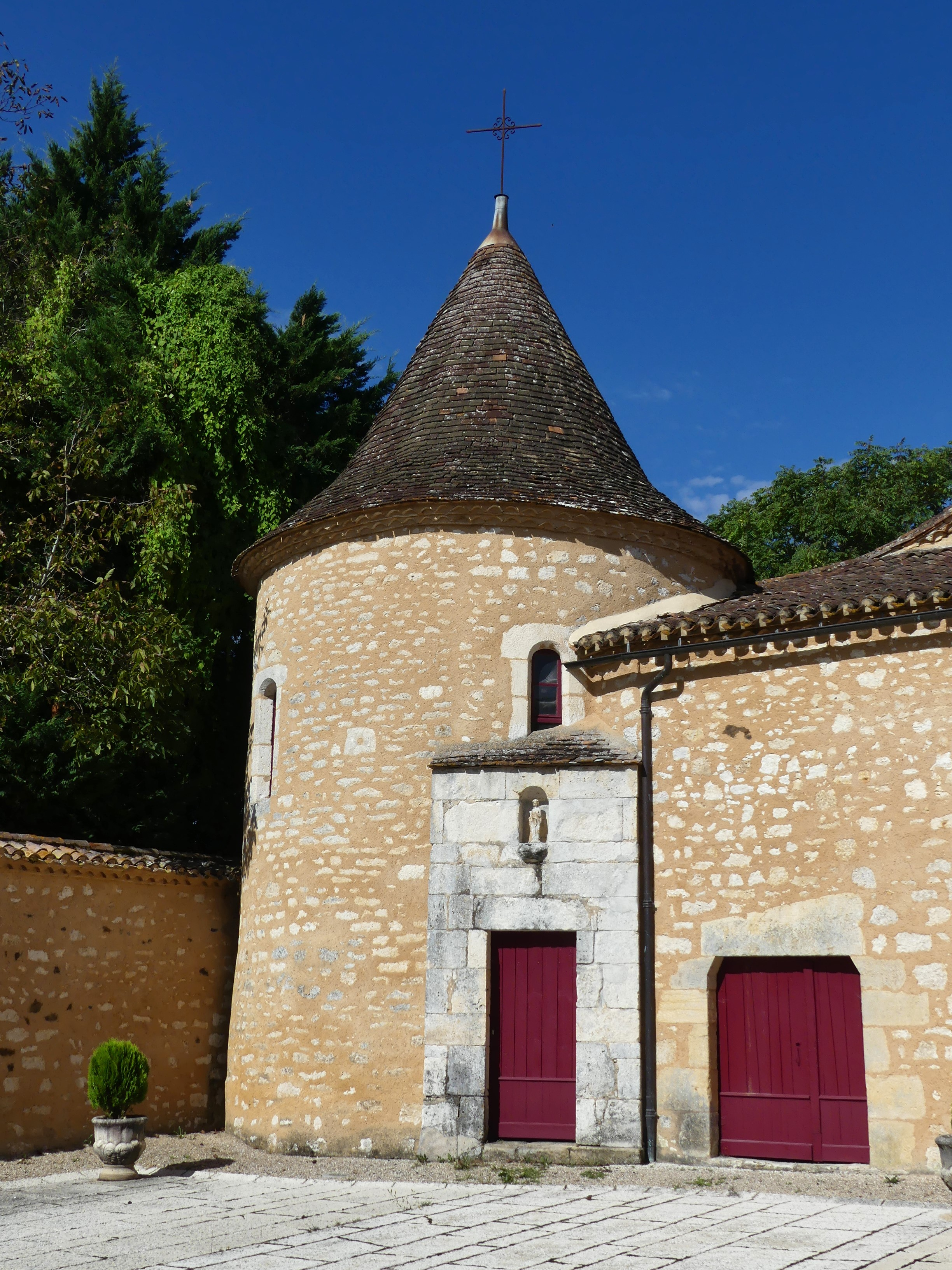
La chapelle du château.
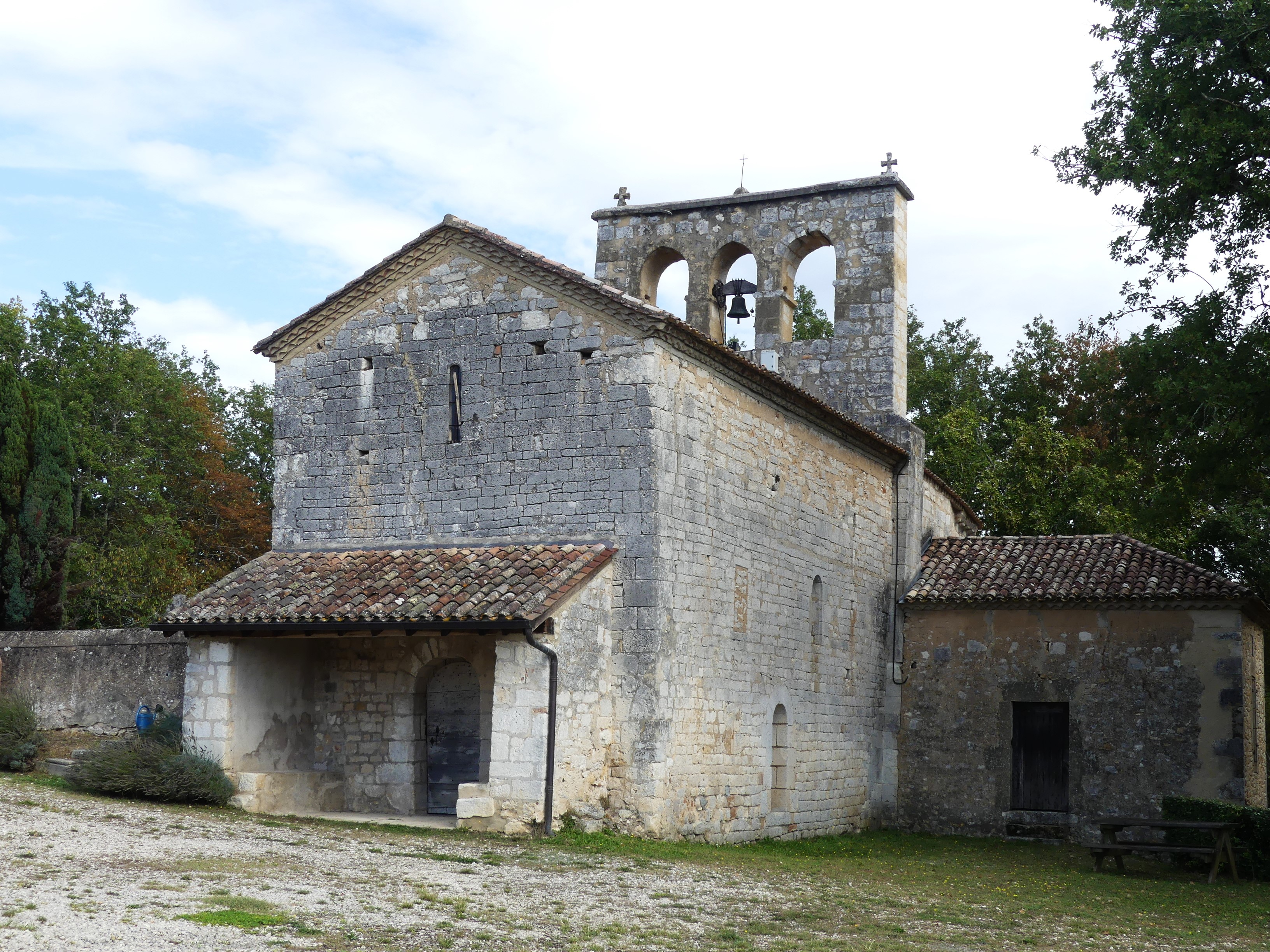
L'église Saint-Pierre-ès-Liens de Gaugeac.
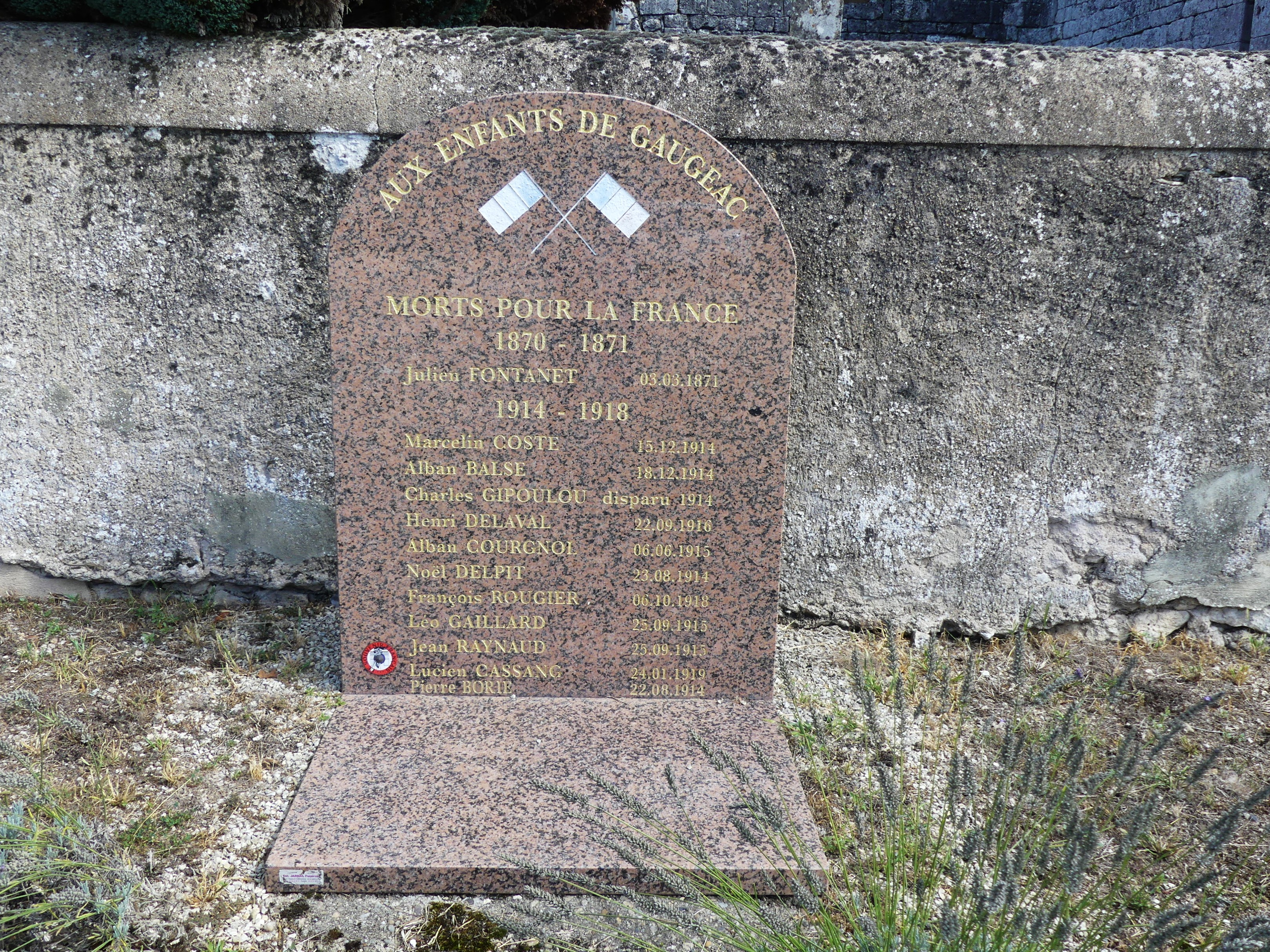
Le monument aux morts.

## Pour approfondir